# Björnåsens naturreservat
Björnåsens naturreservat är ett naturreservat i Nordanstigs kommun i Gävleborgs län.
Området är naturskyddat sedan 2017 och är 54 hektar stort. Reservatet omfattar berget Björnåsen och består av gammal tallskog på höjdpartierna och gran längre ner.